# 바흐강 (러시아)

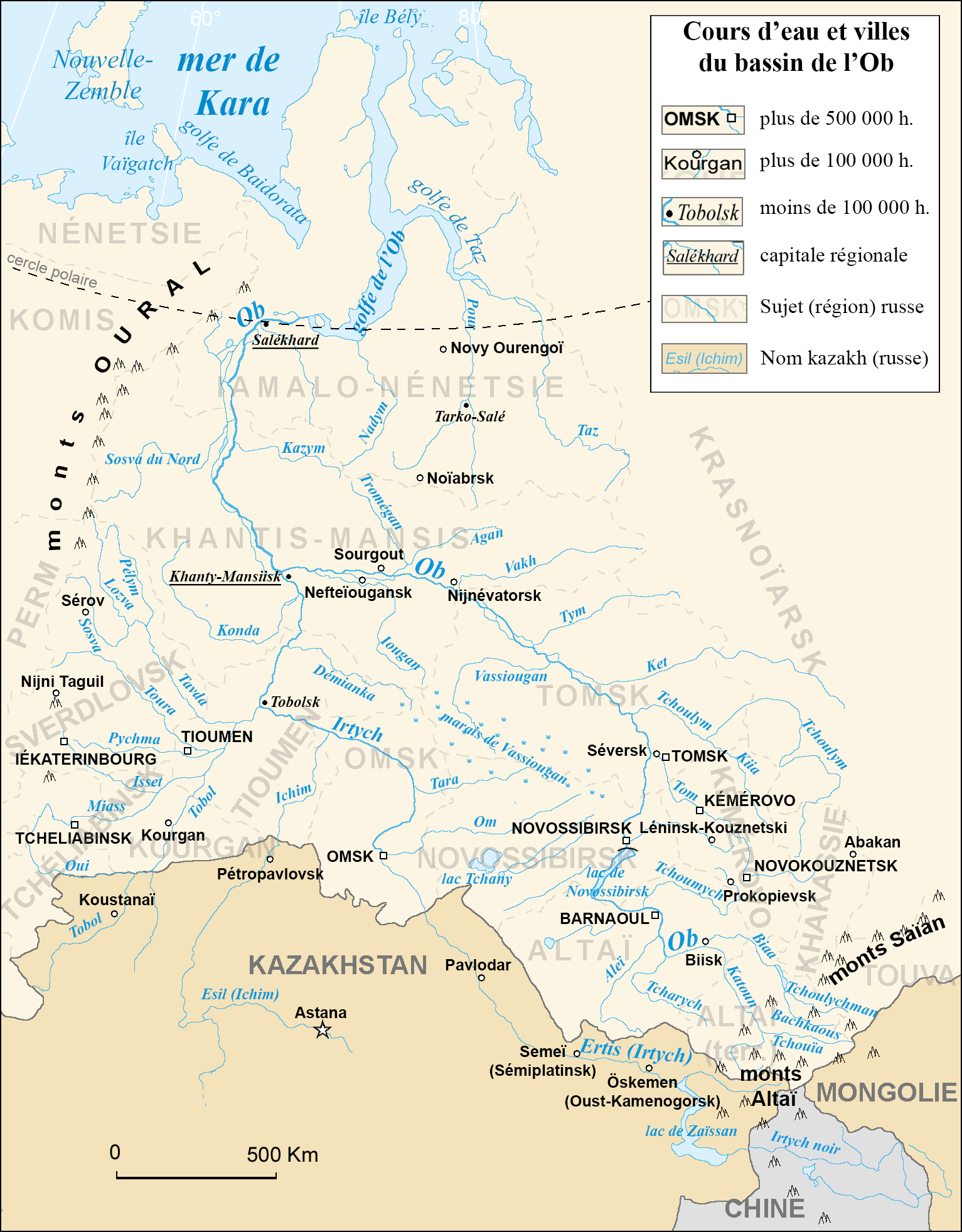

바흐강(러시아어: Вах)은 러시아 한티만시 자치구를 흐르는 강으로 오비강의 지류이며 길이는 964 km, 유역 면적은 76,700 km2이다. 오비 강에서 갈라진 다음 예니세이강이나 타스강으로 흘러간다. 바흐강의 주요 지류로는 쿨리니골강, 사분강, 콜리키예간강, 볼쇼이멕티기예간강이 있다.